# 林华忠
林华忠（1969年12月—），福建东山人，汉族，中国共产党党员。中华人民共和国政治人物、第十三届全国人民代表大会福建省代表。

## 生平
2018年，林华忠被选为福建省出席第十三届全国人民代表大会代表。